# Quid est veritas?

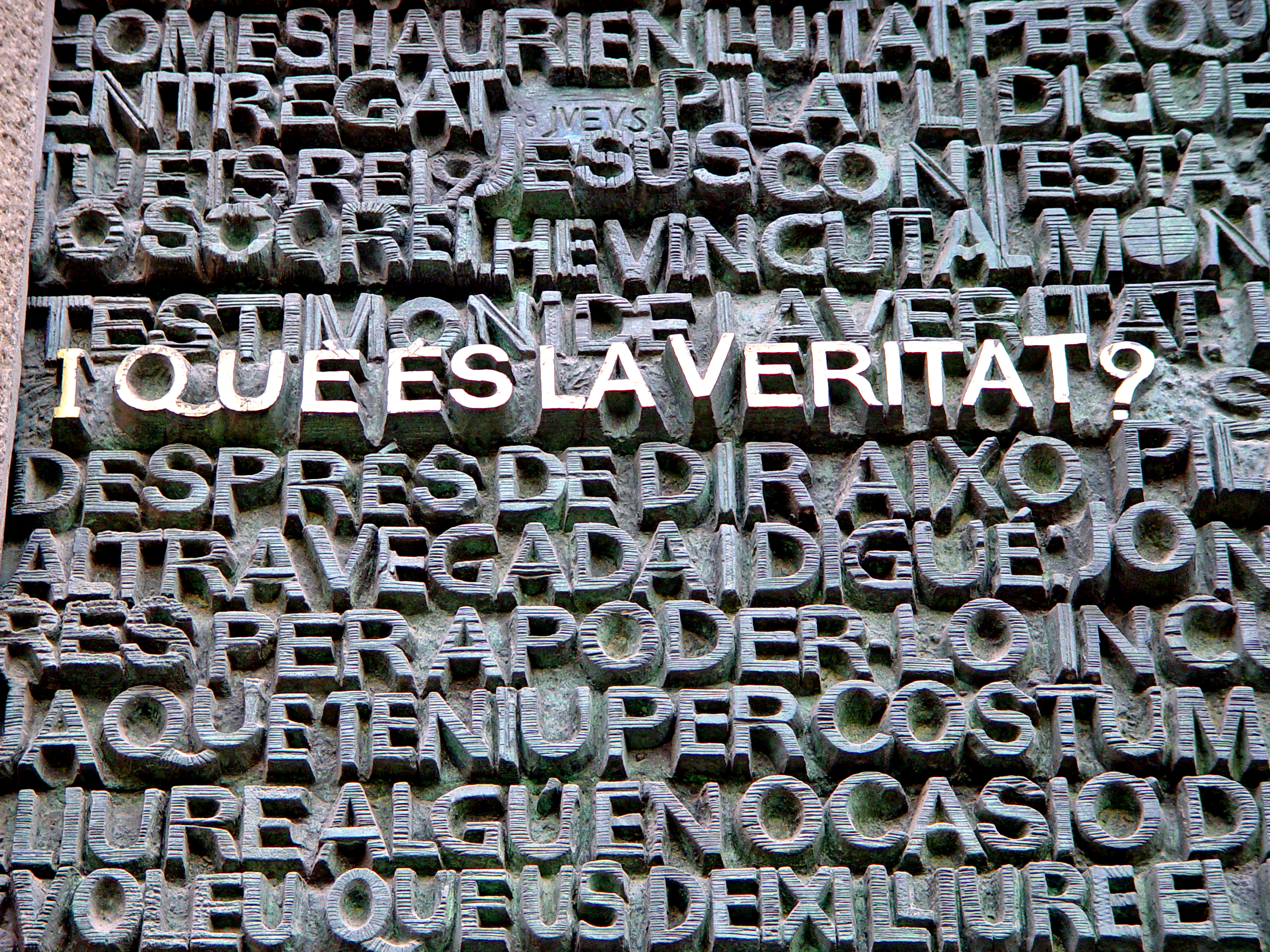
«Che cos'è la verità?» - iscrizione stilizzata in catalano all'entrata della Basilica Sagrada Família, Barcellona

La frase latina Quid est veritas?, tradotta letteralmente, significa «Che cos'è la verità?».
La frase si trova nel Vangelo secondo Giovanni (18:38), ed è pronunciata da Ponzio Pilato durante il suo interrogatorio a Gesù. In questo passo Pilato replica alla dichiarazione di Gesù di essere venuto al mondo per «rendere testimonianza alla verità». Dopo di ciò, Pilato proclama alle masse di non riscontrare in Gesù nessuna colpa.
Il brano, in lingua greca, è attestato nel Papiro P52, risalente alla prima metà del II secolo. Il significato della domanda è stato oggetto di dibattiti tra studiosi testamentari, che però non sono giunti a solide conclusioni. La domanda di Pilato potrebbe essere intesa come uno scherno, se si considera il processo una farsa, o potrebbe significare che la verità è difficile da accertare.

## Testo
| SBLGNT 2010 | Nova Vulgata 1979 | Bibbia CEI | Nuova Diodati |
| --- | --- | --- | --- |
| 37 εἶπεν οὖν αὐτῷ ὁ Πιλᾶτος· Οὐκοῦν βασιλεὺς εἶ σύ; ἀπεκρίθη ὁ Ἰησοῦς· Σὺ λέγεις ὅτι βασιλεύς εἰμι. ἐγὼ εἰς τοῦτο γεγέννημαι καὶ εἰς τοῦτο ἐλήλυθα εἰς τὸν κόσμον ἵνα μαρτυρήσω τῇ ἀληθείᾳ· πᾶς ὁ ὢν ἐκ τῆς ἀληθείας ἀκούει μου τῆς φωνῆς. | 37 Dixit itaque ei Pilatus: “ Ergo rex es tu? ”. Respondit Iesus: “ Tu dicis quia rex sum. Ego in hoc natus sum et ad hoc veni in mundum, ut testimonium perhibeam veritati; omnis, qui est ex veritate, audit meam vocem ”. | 37 Allora Pilato gli disse: «Dunque tu sei re?». Rispose Gesù: «Tu lo dici; io sono re. Per questo io sono nato e per questo sono venuto nel mondo: per rendere testimonianza alla verità. Chiunque è dalla verità, ascolta la mia voce». | 37 Allora Pilato gli disse: «Dunque sei tu re?». Gesù rispose: «Tu dici giustamente che io sono re; per questo io sono nato e per questo sono venuto nel mondo: per rendere testimonianza alla verità; chiunque è per la verità ascolta la mia voce». |
| 38 λέγει αὐτῷ ὁ Πιλᾶτος· Τί ἐστιν ἀλήθεια; Καὶ τοῦτο εἰπὼν πάλιν ἐξῆλθεν πρὸς τοὺς Ἰουδαίους, καὶ λέγει αὐτοῖς· Ἐγὼ οὐδεμίαν εὑρίσκω ἐν αὐτῷ αἰτίαν·                                                                                       | 38 Dicit ei Pilatus: “ Quid est veritas? ”. Et cum hoc dixisset, iterum exivit ad Iudaeos et dicit eis: “ Ego nullam invenio in eo causam. ”                                                                                 | 38 Gli dice Pilato: «Che cos'è la verità?». E detto questo uscì di nuovo verso i Giudei e disse loro: «Io non trovo in lui nessuna colpa».                                                                                                | 38 Pilato gli chiese: «Che cosa è verità?». E, detto questo, uscì di nuovo verso i Giudei e disse loro: «Io non trovo alcuna colpa in lui». |

## Analisi

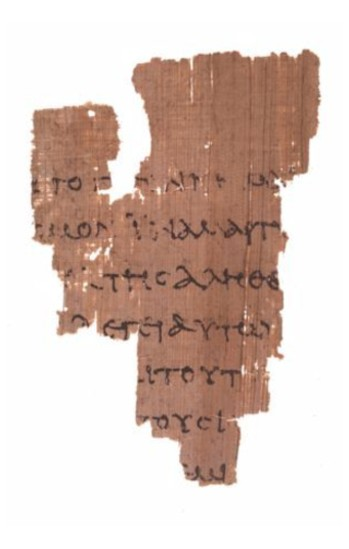
Papiro 52 che riporta il versetto di Giovanni 18:37-38

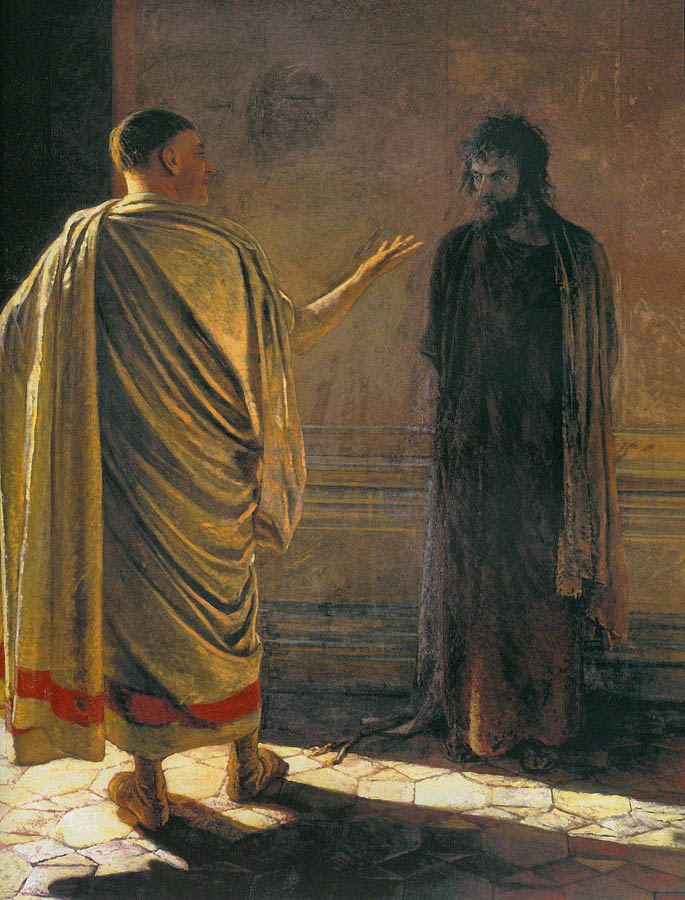
Che cos'è la verità?, di Nikolai Ge, 1890

Il passo neotestamentario riflette la tradizione cristiana dell'"incolpevolezza di Gesù" alla corte di Pilato. L'innocenza di Gesù è importante nel Vangelo di Giovanni, dato che lo enfatizza quale Agnello di Dio.
Si noti che Gesù, sebbene non risponda alla domanda di Pilato (forse perché Pilato "uscì di nuovo" prima di dargli la possibilità di rispondere), crede di sapere la risposta. Durante la sua preghiera nel Getsemani, Gesù dice a Dio, "Consacrali nella verità. La tua parola è verità." (Giovanni 17:17)
Oltre all'incolpevolezza di Gesù, questo versetto riflette anche il rifiuto della verità di Dio: Gesù, il testimone di verità, venne respinto, ignorato e condannato.

## Riferimenti letterari
Questo versetto è stato ampiamente citato e riportato nella cultura e letteratura occidentali, in particolare in ambito filosofico. Per quanto con la domanda di Pilato - sia che venga intesa filosoficamente, ironicamente, retoricamente, o nata da frustrazione per la mancanza di una semplice risposta - non sia affatto la prima volta che qualcuno mette in discussione la natura della verità, la frase è stata nominata spesso come un significativo verificarsi di tale ricorrenza.
Francesco Bacone usa questo pensiero per iniziare il suo saggio "Of Truth (Sulla Verità)", affermando che Pilato "non rimase ad aspettare una risposta". Propone la frase per introdurre il suo tema come affermazione di fede.
Friedrich Nietzsche ne fa un nodo della sua critica al cristianesimo nel suo L'Anticristo:
Questa domanda è posta da Jonathan Swift Somers (una specie di Ponzio Pilato) all'aspirante "profeta" Oaks Tutt ne Antologia di Spoon River: come nel Vangelo secondo Giovanni, non vi è una risposta.
Michail Bulgakov fittiziamente espande il rapporto tra Pilato e Gesù nel suo romanzo Il Maestro e Margherita. Un riferimento specifico a Giovanni 18:38 arriva nel Capitolo 2 del romanzo, dal titolo "Ponzio Pilato", in cui egli chiede la stessa domanda: "Che cos'è la verità?" ad un Gesù romanzato di nome Jeshua Ha-Nozri.
Secondo don Anacleto Bendazzi la domanda di Pilato non richiedeva risposta da parte di Gesù, perché essa era implicita nella domanda. Infatti, Agostino d'Ippona osservò che anagrammando Quid est veritas? si può ottenere est vir qui adest (è l'uomo qui davanti a te).